# عز الدين ميداوي
عز الدين ميداوي، أكاديمي ووزير مغربي. يشغل منصب وزير التعليم العالي والبحث العلمي والابتكار في حكومة أخنوش الثانية منذ 23 أكتوبر 2024، خلفا لـ عبد اللطيف ميراوي، شغل سابقًا منصب رئيس جامعة ابن طفيل بـالقنيطرة، وله إسهامات في مجالات البحث والتطوير.

## الخلفية العائلية والعلمية
ولد الميداوي في فبراير 1959 في الرباط، وينحدر من عائلة مناضلة وسياسية تمتد جذورها الى جماعة عين معطوف بـإقليم تاونات، فهو ابن المقاوم علي الميداوي، الذي حكم عليه المستعمر الفرنسي بالإعدام، وابن أخ وزير الداخلية السابق أحمد الميداوي.
أكمل دراسته الابتدائية والثانوية في مدينة الرباط. ثم توجه إلى مدينة مونبولييه الفرنسية لمواصلة دراساته العليا. تمكن هناك من نيل شهادة الدكتوراه في تخصص الكيمياء، قبل أن يقرر العودة إلى المغرب. واصل مشواره الأكاديمي حتى حصل على درجة دكتوراه الدولة في المجال نفسه.

## المسار المهني
تدرج الوزير في مناصب أكاديمية عدة، بدءاً من عمله كأستاذ جامعي في جامعة محمد الخامس بالرباط، ثم انتقل إلى جامعة ابن طفيل بالقنيطرة، حيث تولى رئاسة شعبة الكيمياء، ثم عمادة كلية العلوم، وصولاً إلى رئاسة الجامعة بين عامي 2014 و2022. كما شغل منصب مدير البحث العلمي في الجامعة الدولية محمد السادس بابن جرير، وعضوية المجلس التنفيذي للمنظمة العالمية للماء. وشغل أيضا مهام أخرى كرئاسة مؤتمر رؤساء الجامعات منذ 2015، فضلا عن كونه عضو في المجلس الأعلى للتربية والتكوين والبحث العلمي.

## الإنجازات والسمات الشخصية
حقق الميداوي خلال مسيرته المهنية إنجازات أبرزها تطوير جامعة ابن طفيل حتى أصبحت مصنفة في المرتبة الأولى وطنياً، وزيادة عدد مؤسساتها من خمس إلى إحدى عشرة مؤسسة، وله عدة منشورات وابحاث اكاديمية على منصة ريسيرش غيت (بالإنجليزية: ResearchGate).[بحاجة لمصدر]